# Crkva sv. Vinka Paulskog u Sarajevu
Crkva svetog Vinka Paulskog je gotička rimokatolička crkva u središtu Sarajeva. Posvećena je sv. Vinku Paulskom. Crkva se nalazi u sklopu samostanskih zgrada Sestara milosrdnica.

## Povijest
Godine 1844. zagrebački nadbiskup i kardinal Juraj Haulik doveo u Zagreb Sestre milosrdnice sv. Vinka Paulskoga, gdje im je podigao samostan, a jednu je crkvu posvetio njemu.
Nepunih 30 godina poslije, 1871. su godine na poziv apostolskog vikara Paškala Vujičića u Sarajevo došle sestre sv. Vinka iz Zagreba. Smjestile su se u ženskoj pučkoj školi, u kojoj nisu imale odgovarajuće uvjete.
Godine 1879. je izgorila Ženska pučka škola u kojoj su one djelovale te se nešto moralo učiniti. Na to je lipnja 1882. godine zemljište za crkvu kupio biskup Josip Štadler. Planiralo se izgraditi crkvu, samostan i školu. Gradnja je bila gotova 1883. godine. Sagrađene objekte je darovao tim redovnicama, kojima ta crkva i danas pripada.
Crkva je stradala u ratu u BiH od srpskih granata. Pri tim su granatiranjima oštećeni crkveni krov te slika  Marija i Marta Gabrijela Jurkića. Nakon rata obnovile su crkvu.